# Подоляко, Леонид Георгиевич
Леони́д Гео́ргиевич Подоля́ко (1928 — 5 августа 2009) — горный инженер, лауреат Государственной премии СССР.

## Биография
В 1950-х годах работал в Чехословакии на предприятии «Яхимовские рудники».
Затем — на предприятии, которое в разное время носило названия Государственный специализированный проектный институт № 14 (ГСПИ-14) ВГУ, п/я 1119 МСМ, «ПромНИИпроект», ФГУП «Всероссийский проектно-изыскательский и научно-исследовательский институт промышленной технологии» (ВНИПИпромтехнологии, ВНИПИПТ) Минатома: зам. гл. инженера по горным работам (1960—1963), с 1970 года — начальник горного отдела (№ 2).
В 1963—1970 года — в СГАО «Висмут»: заместитель главного инженера по горным работам, главный инженер.
В середине 1970-х годов в качестве зам. главного инженера проекта ВНИПИпромтехнологии участвовал в разработке второй очереди Приаргунского горно-химического комбината, после пуска которой годовой выпуск урана (закиси-окиси) доведён до 5 тысяч тонн и молибдена (парамолибдата аммония) — до 370 тонн (1981).
Последняя должность (1990-е годы) — ведущий инженер ВНИПИпромтехнологии, Москва.
Лауреат Государственной премии 1982 года (в составе коллектива — Авраменко Александр Васильевич, Андреев Георгий Георгиевич, Балковой Петр Ильич, Волощук Семён Николаевич, Лисовский Георгий Дмитриевич, Найденко Юрий Максимович, Назаркин Валентин Павлович, Подоляко Леонид Георгиевич, Тормышев Леонид Михайлович, Шевченко Борис Фёдорович, Чесноков Николай Иванович): за разработку и внедрение новой техники и технологии при отработке пожароопасного уранового месторождения Роннебургского рудного поля.
Заслуженный шахтёр РФ (07.12.1995).
Скоропостижно умер 5 августа 2009 года. Похоронен на Хованском кладбище.
Сочинения:
- Маньковский Г. И., Подоляко Л. Г. Проходка стволов шахт специальными способами в ФРГ и Голландии / Акад. наук СССР. Ин-т горного дела им. А. А. Скочинского. — М.: Госгортехиздат, 1961. — 206 с. : ил. ; 22 см.
- Разработка урановых месторождений Забайкалья — проблемы и перспективы / В. В. Лопатин, А. Н. Титков, Л. Г. Подоляко // Горный журнал. — 1999. — № 12. — С. 30—34.